# Doe contra Trump
El cas Jane Doe contra Trump (1.17-cv-01597-CKK) va ser una demanda presentada el 9 d'agost de 2017 i decidida el 4 de gener de 2019 en el Tribunal de Districte dels Estats Units per al Districte de Columbia. La demanda buscava bloquejar a Donald Trump i a alts funcionaris del Pentàgon perquè no implementessin la proposta de prohibició del servei militar per als transsexuals emparant-se en les clàusules d'igualtat de protecció i la del degut procés de la Cinquena Esmena. El tribunal va dictaminar que la política de l'administració Trump no hauria de ser bloquejada. No obstant això, la política de l'administració Trump va continuar bloquejada a causa de tres requisits preliminars en contra seva que no formaven part d'aquesta demanda i que es van mantenir en vigor a partir de la conclusió de la demanda el 4 de gener de 2019.
La demanda va ser presentada en nom de cinc membres anònims del servei transsexual per dues importants organitzacions de drets LGBT, GLBTQ Legal Advocates & Defenders (GLAD) i el Centre Nacional per als Drets de les Lesbianes (National Center for Lesbian Rights), que van presentar una petició en el Tribunal de Districte dels Estats Units per al Districte de Columbia.
La demanda va ser esmenada per a afegir un demandant anònim més i dos demandants nomenats a la fi d'agost de 2017.

## Context
Trump va anunciar per primera vegada una política que prohibia als transsexuals servir en l'exèrcit "en qualsevol qualitat" en una sèrie de tuits el 26 de juliol de 2017, afirmant que permetre a aquests membres del servei incorreria en "enormes costos i trastorns mèdics". Harvard Law Review La decisió va revertir la política de l'administració Obama de permetre l'allistament de personal transsexual, que va ser aprovada inicialment pel Departament de Defensa per a començar l'1 de juliol, però que va ser retardada pel Secretari de Defensa Mattis. Trump va emetre una guia formal sobre la prohibició als secretaris de defensa i seguretat nacional en un memoràndum el 25 d'agost de 2017.